# Димитрій (Дроздов)
Архієпи́скоп Дими́трій (Микола Григорович Дроздов; 22 січня 1953, Бобруйськ, Могильовська область, Білорусь)  — єпископ Російської православної церкви, архієпископ Вітебський та Оршанський. (Білоруський екзархат Російської православної церкви).

## Життєпис
Народився у сім'ї службовців.
1968—1972  — навчався у Бобруйському лісотехнічному технікумі; працював у Івацевицькому деревообробному об'єднанні.
1972—1974  — відбував службу в радянській армії.
1978  — закінчив Московську духовну семінарію.
1982  — закінчив Московську духовну академію.
1977  — був іподияконом Патріарха Пимена; був у складі братії Троїцько-Сергієвої лаври.
30 березня 1978  — пострижений у чернецтво.
29 квітня 1978  — рукопокладений в ієродиякони.
15 квітня 1984 — рукопокладений в ієромонахи.
1986  — зведений у сан ігумена.

### Архієрейство
6 липня 1989  — визначено бути єпископом Полоцьким та Вітебським. 22 липня — обраний єпископом.
7 липня 1992  — переведений на новостворену Вітебську та Оршанську катедру.
18 лютого 1999  — зведений у сан архієпископа.
30 грудня 2008  — призначений головою новоствореного Відділу Білоруської церкви у справах взаємовідносин із Міністерством внутрішніх справ та Департаментом покарань МВС.
30 травня 2011  — призначений ректором Вітебської духовної семінарії.
10 жовтня 2013  — призначений настоятелем і головою парафіяльної ради храму св. Ірини у Покровському.

## Нагороди
Церковні:
- Орден святого благовірного князя Данила Московського ІІІ ступеня (1998);
- Орден преподобного Сергія Радонезького ІІ ступеня (2003);
- Орден святого рівноапостольного великого князя Володимира ІІІ ступеня;
- Орден преподобної Єфросинії Полоцької БПЦ;
- Медаль преподобного Сергія Радонезького ІІ ступеня.